# 중합효소 연쇄 반응

그림 1: 중합효소 연쇄 반응에 대한 간단한 도표. (1) 변성 (94-96°C). (2) 프라이머의 결합 (~65°C) (3) DNA의 신장 (72°C). 4회의 반복된 실험이 표현되어 있다. 파란 실선은 프라이머(붉은 화살표)가 결합되는, 복제하고자 하는 주형 DNA(Template DNA)를 표시한다. 녹색 동그라미는 DNA 중합효소를 의미한다. 녹색 화살표 방향으로 새로운 DNA 가닥(녹색 실선)이 중합되고 있다. 이렇게 새롭게 합성된 DNA가닥들은 그 스스로가 새롭게 복제되는 DNA의 주형이 된다.

중합효소 연쇄 반응(重合酵素連鎖反應, 영어: polymerase chain reaction, PCR)은 DNA의 원하는 부분을 복제·증폭시키는 분자생물학적인 기술이다. 이 기술은 사람의 게놈과 같이 매우 복잡하며, 양이 지극히 미량인 DNA 용액에서 연구자가 원하는 특정 DNA 단편만을 선택적으로 증폭시킬 수 있다. 또한 증폭에 필요한 시간이 2시간 정도로 짧으며, 실험 과정이 단순하고, 전자동 기계로 증폭할 수 있기 때문에, PCR과 여기서 파생한 여러 가지 기술은 분자생물학, 의료, 범죄 수사, 생물의 분류 등 DNA를 취급하는 작업 전반에서 지극히 중요한 역할을 담당하고 있다.

## 개요
초기의 중합효소 연쇄 반응은 대장균의 DNA 중합효소 I(DNA polymerase I)의 클레나우 절편을 이용해 중합효소의 연쇄 반응을 유도하는 방법이었다. 그러나 클레나우 절편은 열에 약했기 때문에 반응온도를 37°C로 제한할 수 밖에 없었고 연쇄 반응을 위해서는 주기마다 효소를 새로 넣어 주어야 했다 또한 생성물의 최대 길이도 400bp까지인 한계가 있었다. 이후 1988년에 DNA 중합효소로 테르무스 아쿠아티쿠스(Thermus aquaticus)의 DNA 중합효소인 Taq 중합효소를 사용한 논문이 발행되었다. 열에 강한 이 중합효소는 PCR의 효율을 월등히 끌어올렸다.
PCR에는 일련의 세 개의 단계가 있고 30~40회 정도 반복된다. PCR의 첫 번째 단계는 DNA를 변성(Denaturation)시키는 것이다. 두 가닥의 DNA는 가열함으로써 분리시킬 수 있다. 분리된 각각의 DNA는 주형(Template)으로서 역할을 하게 된다. 변성 온도는 DNA 내에 있는 G+C의 양과 DNA의 길이에 따라 달라진다. PCR의 두 번째 단계는 결합(Annealing)이다. 이 단계에서는 프라이머(Primer)들이 주형 DNA에 결합을 하게 된다. 결합(Annealing) 온도는 반응의 정확성을 결정하는 중요한 요소인데 만약 온도를 너무 높게 하면 프라이머가 주형 DNA에 너무 약하게 결합되어서 증폭된 DNA의 산물이 매우 적어진다. 또 만약 온도를 너무 낮게 하면 프라이머가 비특이적으로 결합하기 때문에 원하지 않는 DNA가 증폭될 수 있다. PCR의 세 번째 단계는 신장(Elongation)단계이다. 이 단계에서 열에 강한 DNA 중합효소가 주형 DNA에서 새로운 DNA를 만들게 된다.
PCR은 DNA, RNA수준의 PCR로 나뉠 수 있다. 보통 유전자를 얻는 실험을 할 경우, 그 유전자의 전체를 보려는 것이 아닌 유전자 안에서의 특정 유전자를 관찰하는 것이 목적이다. 하지만 DNA를 바로 PCR하게 되면 특정 유전자를 얻기 힘들고 진핵 생물의 경우, 인트론(Intron; 비발현부위)이 같이 나오는 등 여러 가지 문제점이 있다. 그것을 해결하기 위해 특정 유전자에 프라이머를 붙인 다음, PCR을 DNA수준이 아닌 RNA수준에서 하는 역전사-PCR(RT(Reverse Transcriptase)-PCR)이 있다. 요즘에는 반응의 결과를 극대화하기 위해 Taq 중합효소 뿐만 아니라 여러 회사들에서 독자적으로 개발한 복합효소를 사용하기도 한다.

## 필요한 것
중합효소 연쇄 반응(PCR)을 일으키기 위해서는 다음과 같은 것들이 필요하다.
- 복제할 DNA
- 프라이머: DNA 복제가 시작되는 지점을 제공한다.
- DNA 중합효소(Taq): 중합효소 연쇄 반응이 일어나는 과정에서 가열과 냉각이 반복되기 때문에 열에 변성이 일어나지 않아야 한다.
- DNA 중합효소용 완충용액: 효소가 활성을 얻는 데 필요한 것들이 들어있다.
- dNTP: DNA 합성 될 때 재료로 이용되는 3개의 인산이 결합된 디옥시리보뉴클레오타이드이다. 합성에 필요한 4가지 염기의 뉴클레오 타이드를 모두 제공해야 되어야 하므로 dATP, dTTP, dGTP, dCTP 모두 필요로 한다.

## 과정

### DNA의 변성 (Denaturation)
92°C ~ 95°C로 가열하여 이중가닥 DNA를 단일가닥 DNA로 분리시킨다. 높은 온도일수록 단일가닥 DNA 로 잘 이행되지만 Taq DNA 중합효소도 온도가 아주 높은 상태에서는 변성되어 사용하지 못하게 될 수 있으므로 보통 94°C로 한다.

### 프라이머의 결합 (Annealing)
50°C ~ 65°C에서 진행된다. 프라이머가 자신의 염기서열과 상보적인 염기서열을 갖고 있는 DNA에 결합하는 단계이다. 염기간의 결합은 G와 C는 세 군데에서 수소결합이 일어나고, A와 T는 두 군데에서 결합이 일어나므로 G-C 결합이 A-T결합보다 강하다. 따라서 G+C 비율에 따라 결합온도에 변화를 주는 것이 좋다. 일반적으로 G-C content 가 50%가 되는 프라이머 쌍을 이용하는 것이 바람직하다. 보통 30초가량 지속되는데 이 단계에서 5'→3'방향으로 DNA의 합성이 시작된다.

### DNA의 신장 (Elongation)

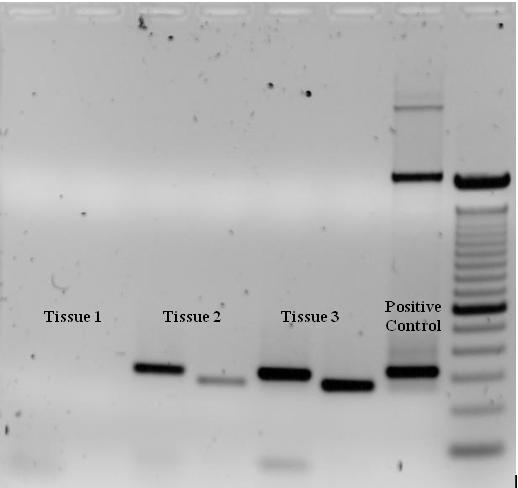

70°C ~ 수도 있다. Taq 중합효소는 보통 1분에 2,000-4,000 염기쌍을 중합할 수 있으므로 원하는 PCR 산물의 크기 1kb마다 1분 정도의 시간을 배당하면 충분히 반응이 일어난다. 마지막 cycle에는 약 10분 정도 시간을 충분히 주는 것이 좋다.
이 과정이 계속 반복하여 진행되면서(보통 20∼40회) DNA의 원하는 부분을 증폭시키는 것이 PCR의 원리이다.
원하는 부분을 제대로 증폭시켰는지 확인하기 위해서 PCR 산물의 크기를 비교할 수 있는 아가로스 겔 전기영동을 이용하는 것이 일반적이다. PCR 산물의 크기는 DNA ladder라 불리는 것과의 비교를 통해 대략적으로 알 수 있다.

## 역사
PCR 법에 대한 발상은 1983년에 캐리 멀리스(K. Mullis)에게서 처음 나왔다. 그는 초창기 생명공학 회사였던 시터스(Cetus)의 연구원이었으며 우연히 PCR 법을 고안해서 발표하게 된다. 처음 멀리스는 여러 저명한 과학 저널에 PCR 법을 투고했으나 채택되지 않았고 실제로 논문은 1987년에 처음 게재된다. 시터스사는 중합효소의 종류를 바꾸는 등, 해당 기술을 개량하고 발전시켜 큰 성공을 거두게 되지만 이후 PCR 기술 자체가 뒤퐁(DuPont)사나 로슈(Roche)사, 프로메가(Promega)사가 연관된 여러 특허 분쟁을 일으키게 된다. 개발자 멀리스는 PCR 법을 고안한 공로로 1993년 노벨 화학상을 수상한다.
현재는 1992년에 특허권을 획득한 제약 회사 로슈사에 PCR 법의 특허가 있다. 현재는 PCR 법도 더욱 다양한 응용 기술이 개발되었다. 이러한 응용 기술로는 역전사 효소를 이용해서 RNA를 직접 증폭시키는 역전사-PCR이 대표적이며, 이외에도 형광 물질을 붙여서 PCR을 진행하며 관측되는 정량적인 변화를 이용하여 원래 DNA나 RNA의 양을 정확히 측정하는 정량적 PCR(qPCR) 또는 실시간 PCR(Real time PCR), 한번에 수많은 PCR을 동시에 시행하는 대용량 PCR 같은 여러 방법이 있다.

## 이용
PCR 법은 현재 생물학에서 쓰이지 않는 곳이 없다고 해도 과언이 아닐 정도로 광범위하게 사용되는 기술이다. 또한 근래 과학 수사나 친자 감별 등에 자주 이용되는 DNA 지문 분석(DNA fingerprinting) 역시 PCR 법을 이용해서 이루어진다. 생물학에서는 여러 유전병을 판별하기 위해서 인간 유전학에서 사용하는 경우가 있으며, 오래된 고생물이나 멸종 생물의 희소 DNA를 증폭하기 위해서도 이용된다. 분류학에서도 종 간의 DNA 비교를 위해 PCR 법을 널리 이용하고 있으며, 분자생물학에서는 DNA나 RNA를 다루기 위해서 반드시 이용되는 매우 중요한 기술로 받아들여지고 있다.

### 선택적 유전자 증폭
PCR은 DNA의 특정 부분을 증폭시킴으로써 DNA조각의 분리를 가능하게 한다. 이런 PCR의 활용은 조그만 부분을 통해 대량의 순수한 DNA조각들을 얻을 수 있어 혼성화 탐침(hybridization probe)방법과 DNA 클로닝 등에 이용된다.

### DNA의 증폭과 정량화
PCR은 타겟 서열을 증폭시키므로 극미량의 샘플만으로도 그 DNA의 서열을 알아낼 수 있다. 또 PCR은 아주 오래된 DNA에도 사용이 가능하다. 고대 매머드의 유전자 분석 등에 사용되어 왔다. 정량적인 PCR의 이용은 샘플 속에 들어있는 특정 DNA 서열의 양을 추정할 수 있게 해준다. 주로 유전자 발현의 정도 측정에 이용된다.

### 질병의 진단
백혈병이나 림프종의 진단에도 PCR이 활용될 수 있다. 유전체 샘플에 바로 이용가능한 PCR 검사는 특정 악성 세포의 위치를 정확히 측정할 수 있다.

## 같이 보기
- 신속항원검출검사(RADT, Rapid antigen detection test)
- 실시간 중합효소연쇄반응 (Real Time PCR, en:Real-time polymerase chain reaction)
- RT PCR
- miRNA